# 孟祥金
孟祥金（1962年—）是一位美国华人病毒学家。

## 生平
1962年出生于山东省高密市，1985年毕业于滨州医学院，1988年获得湖北医科大学病毒所硕士学位，师从孙瑜。同年任职于山东省医学科学院，1991年赴美留学，1995年获得爱荷华州立大学博士学位。同年任职于美国国家过敏和传染病研究所。1999年加入弗吉尼亚理工学院暨州立大学担任助理教授，2007年升任教授。2013年升任杰出教授。

## 荣誉
- 2012年被选为美国微生物学会会士。[8]
- 2016年被选为美国国家科学院院士。[9][4]